# セカンドライフ満喫ラジオ「セイルオン!サンデー」
『セカンドライフ満喫ラジオ「セイルオン！サンデー」』（セカンドライフまんきつラジオ セイルオン！サンデー）は、2014年2月から2015年3月までRKB毎日放送（RKBラジオ）で放送されていたトーク番組である。

## 概要
セカンドライフを満喫するベテランラジオパーソナリティの2人が、第二の人生を謳歌するシニア世代向けのトークを展開する。

## 放送時間
- 日曜日 5:00-5:45（JST）

## パーソナリティ
- 中西一清
- あべやすみ

## スポンサー
- グランドホーム サンケア和白